# Szentgyörgyújtelep
Szentgyörgyújtelep (szlovákul: Neštich németül: Neustift) Szentgyörgy városhoz csatolt történelmi település Szlovákiában, amelyet először 1557-ben említenek írásban (Wyffalw, németül új falu). A 17. század közepén a Pálffy család vazallus faluja lett. A lakosok szőlőtermesztéssel foglalkoztak. 1944-ben csatolták Szentgyörgyhöz.

## Településnév
| Évek         | A név alakulása a történelem során       |
| ------------ | ---------------------------------------- |
| 1773         | Nestich                                  |
| 1863         | Nessich                                  |
| 1873 – 1907  | Neustift                                 |
| 1913         | Szentgyörgyújtelep                       |
| 1920         | Neštych, Neuštift                        |
| 1927 – 1944  | Neštich                                  |
| 1944 – jelen | ulica Podhradie (magyarul: Váralja utca) |

## Fordítás
Ez a szócikk részben vagy egészben  a   Neštich (Svätý Jur) című szlovák Wikipédia-szócikk ezen változatának fordításán alapul.  Az eredeti cikk szerkesztőit annak laptörténete sorolja fel. Ez a jelzés csupán a megfogalmazás eredetét és a szerzői jogokat jelzi, nem szolgál a cikkben szereplő információk forrásmegjelöléseként.